# Boom Town
Boom Town is een film uit 1940 onder regie van Jack Conway.

## Verhaal
Big John McMasters en Jonathan Sand trekken naar het westen om via olie rijk te worden. Betsey komt ook hiernaartoe om met Sand te trouwen. Uiteindelijk trouwt ze met McMasters en lukt het niet echt om rijk te worden!

## Rolverdeling
| Acteur            | Personage                    |
| ----------------- | ---------------------------- |
| Clark Gable       | Big John McMasters           |
| Spencer Tracy     | Jonathan Sand                |
| Claudette Colbert | Elizabeth Bartlett McMasters |
| Hedy Lamarr       | Karen Vanmeer                |
| Frank Morgan      | Luther Aldrich               |